# Oskar Bauer
Oskar Bauer (Sandhofen, 24 settembre 1956) è un ex calciatore tedesco, di ruolo difensore.

## Palmarès

### Club

#### Competizioni nazionali
- Campionato tedesco di seconda divisione: 1

Waldof Mannheim: 1982-1983